# Concha María Gutiérrez Navas
Concha María Gutiérrez Navas (Madrid, 1926-1998). Pintora española, que heredó de su padre, el pintor Manuel Gutiérrez Navas, el colorido, la luz, y una marcada vocación pedagógica. Pertenece a esa generación de artistas que surgen en Madrid a mediados del siglo XX: Gabriel Albertí Forner, Francisco Cossío, o José Luis Verdes, compañero y amigo, discípulo a su vez de Manuel Gutiérrez Navas.

## Biografía
Pintora fecunda, realizó más de 60 exposiciones individuales, nacionales e internaciones (Madrid, Barcelona, Valladolid, Oviedo, Valencia, Sevilla, Berlín, Indiana, Nueva York, París, Bruselas y Londres). Su afición por el arte estuvo presente desde pequeña, correteando por el estudio de su padre entre pinceles y óleos, se impregnó de esta forma de vida. A los 7 años consiguió sus primeros premios y desde muy joven impartió clases de pintura en el célebre Estudio de Pintura Gutiérrez-Navas de Madrid, fundado en 1913 por Manuel Gutiérrez Navas, entendiendo el mundo de la pintura y del Arte en general, como un todo que abarcaba a pintores, músicos, filósofos y poetas. Todos ellos se daban cita en su Estudio madrileño, el cual regentó desde la muerte de su padre y maestro.
En 1947 hace aparición en la escena pública, participando en la XXI edición del Salón de Otoño con un autorretrato. Este certamen sería una cita obligada durante varios años, llegando a obtener una Primera medalla en la sección de Paisaje en 1952.
A partir de aquí comienza su proyección internacional realizando una exposición en Sevilla y en 1958, una muestra con 36 obras en la Sala Universitaria de Santa Cruz en Valladolid. Al año siguiente consigue un contrato para el diseño de una tarjeta de navidad para unos grandes almacenes, siendo su propuesta la que más aceptación tuvo por el público. Esta actividad sería una fuente de ingresos ya que siguió diseñando Chritsmas en Navidad, durante varios años.
En 1960 participa en el IV Concurso-Exposición de la Fundación Rodríguez Acosta y en 1961 expuso su obra en los Salones Macarrón.
Su presencia en espacios artísticos, en ese periodo, se consolidó y es uno de los artistas seleccionados para la inauguración de la Sala de Artes Benbenuto Cellini, en el barrio de Salamanca de Madrid, junto a figuras como: Picasso, Gregorio Prieto, Pancho Cossío, Enrique Segura, Alberti y Pardo.
En 1965 elige la Sala Arte Grife y Escoda para mostrar su trabajo. Esta no sería su única colaboración con esta galería de arte que le ayudaría en su proyección profesional. Dos años después vuolvió a elegir Sevilla para mostrar su obra, esta vez mostró su obra en la Sala Florencia
La ilustración fue otras de sus aspiraciones, no sólo en el diseño de tarjetas de temática religiosa, si no que en 1969 recibe una propuesta de diseño del libro de la escritora leonesa Florencia Ortiz, titulado "De Ángelo a Juan". y realizó muchos encargos para importantes editoriales de Francia e Inglaterra.
La década de los setenta podemos enmarcarla como el punto de partida de su proyección internacional, participando en 1971 en una exposición en París en la Plaza Vendôme.
En 1979 expone en Salamanca
Entre los diferentes premios que obtuvo Gutiérrez Navas se cuenta el Premio Valdepeñas.
Su obra se encuentra en importantes colecciones particulares de Europa y América así como en el Museo de Arte Contemporáneo.
Hasta su fallecimiento en Madrid en 1998, impartió la enseñanza de la pintura a más de medio millar de artistas. Se encuentran entre ellos: Miguel Berrocal, Ricardo Cavada, Pedro Marcos Bustamante, María Joaquina Gómez Cortinas, Eduardo Arenillas, Gretta Maleroma, Macarena Márquez, Pilar Salmerón, Aída García Couto o Roberto González Fernández, quien le llega a dedicar un In Memoriam tras la muerte de la pintora en 1998.

## Obra y estilo pictórico
Su estilo bebe de las fuentes del Impresionismo, a través de su padre, alumno a su vez de Cecilio Plá pero su forma de expresión es atemperada. Casi la totalidad de su obra la desarrolla en la técnica del óleo que en ocasiones experimenta en la mezcla con carboncillos. Su visión de la luz es contenida, con un dominio de los grises y las medias tintas, huyendo siempre de los contrastes violentos. Gran retratista, dominaba el arte de la psicología, confiriendo a sus figuras elegancia y haciendo gala de esa máxima que dice que en el retratado en realidad está el alma del artista. En este génro gustaba de trabajar del natural. Sobria en su paleta, toda su obra abunda en un empaste neto, de factura suelta y pincelada expresionista. Sus composiciones son armónicas, sus tonos matizados, rebosantes de sensibilidad extrema.